# Hydrelia ferruginaria
Hydrelia ferruginaria är en fjärilsart som beskrevs av Moore 1867. Hydrelia ferruginaria ingår i släktet Hydrelia och familjen mätare. Inga underarter finns listade i Catalogue of Life.